# Dialysis lauta
Dialysis lauta är en tvåvingeart som först beskrevs av Friedrich Hermann Loew 1872.  Dialysis lauta ingår i släktet Dialysis och familjen vedflugor.
Artens utbredningsområde är Kalifornien. Inga underarter finns listade i Catalogue of Life.